# Иоанникий (Москвин)
Епископ Иоанни́кий (в миру Иван Андреевич Москви́н; 1816, Костромская губерния — 25 октября (6 ноября) 1869, Тамбов) — епископ Русской православной церкви, епископ Козловский, викарий Тамбовской епархии.

## Биография
Родился в 1816 году в Костромской губернии в семье священника. Приходился племянником Киевскому митрополиту Арсению, под надзором которого и находился с ранней молодости.
В 1835 году окончил курс Тамбовской духовной семинарии и поступил в Киевскую духовную академию.
28 сентября 1839 года по окончании духовной академии определен преподавателем в Тамбовскую духовную семинарию. 3 декабря того же года ему присвоена степень кандидата богословия.
28 апреля 1841 года рукоположен во священника и возведён в сан протоиерея к церкви Тамбовского кадетского корпуса и назначен законоучителем.
С 4 ноября 1844 года — помощник инспектора Тамбовской духовной семинарии.
С 17 августа 1857 года — член Тамбовской духовной консистории.
16 декабря того же года назначен смотрителем 1-го Тамбовского духовного училища.
С 1 февраля 1863 года — член правления Тамбовского училища девиц духовного звания.
Не раз по служебным делам он обращался к святителю Феофану Затворнику и, судя по архивным документам, пользовался его доверием. Почитался как защитник обиженных и оскорблённых.
С 14 декабря 1866 года — протоиерей Тамбовского кафедрального собора.
10 февраля 1867 года назначен инспектором Тамбовской духовной семинарии. С 1868 года по апрель 1869 года исполнял должность ректора Тамбовской духовной семинарии.
10 декабря 1868 года ещё в сане священника избран для возведения во епископа Козловского, викария Тамбовской епархии.
16 апреля 1869 года пострижен в монашество; 17 апреля возведен в сан архимандрита.
9 мая 1869 года хиротонисан во епископа Козловского, викария Тамбовской епархии. Управлял Козловским Троицким монастырём. Скончался 25 октября 1869 года в Тамбове.